# حروف الجر في اللغة الإسبانية
حروف الجر في اللغة الإسبانية - حالها حال اللغات الأخرى - هي مجموعة من الكلمات الوظيفية (مثل «كون» con أو «دي» de أو «بارا»para) والتي تشير إلى وجود علاقة بين الكلمة (اسم أو فعل أو صفة) والجملة الأسمية التي تليها (أو الاسم أو الضمير)، والمعروفة باسم مجرور حرف الجر. تكون العلاقة عادةً مكانية أو زمنية، لكن حروف الجر تعبر عن علاقات أخرى أيضًا، ويتم وضع حروف الجر في الإسبانية «قبل الأسم» (مثل تلك الموجودة في اللغة العربية).

## بعض حروف الجر البسيطة الشائعة في الإسبانية

### «أ»a
يتم ترجمة حرف A في أغلب الأحيان كـ «إلى» أو «في»؛ واستخداماته الرئيسية هي التالية: 
- يشير إلى التنقل نحو وجهة معينة: 
  - Viajaron a Madrid.= «سافروا إلى مدريد».
  - Llegaron a Madrid.= «لقد وصلوا إلى مدريد».
- يشير إلى نقطة ثابتة على مقياس كمي، مثلاً تحديد الوقت (ولكن لا يحدد عادةً المكان، والذي يتم التعبير عنه عادةً بواسطة en): 
  - Llegaron a las dos.= «لقد وصلوا عند الساعة الثانية».
  - Se venden a dos dólares la libra. = «تباع بسعر دولارين للرطل».
- يقدم المفعول به الذي يعتبر في اللغة اللاتينية مفعول غير مباشر: 
  - Le envié la carta a Ana. = «أرسلت إلى أنا الرسالة»، «أرسلت الرسالة إلى أنا.»
  - ¿Les regalaste el coche a tus padres؟ = «هل أعطيت والديك السيارة كهدية؟» «هل إعطاء السيارة إلى والديك (كهدية)؟»
  - لاحظ أن ضمائر المفعول به الغير مباشر «لو»le و «لي»les تظهر، حتى عند ذكر المفعول به الغير المباشر بالكامل؛ انظر الضمائر الإسبانية.
- يقدم مصادر الأفعال بعد عدة أفعال شائعة، بما في ذلك ir («الذهاب إلى [للقيام شيء معين]»، بحيت يعبر عن المستقبل عن طريق الحشو)، volver («ل [فعل شيء] مرة أخرى»)، comenzar، empezar (كلاهما «للبدء»)، ayudar («للمساعدة»)، aprender («للتعلم»)، و enseñar («للتدريس»): 
  - Voy a enfadarme. = «سأصبح في حالة غضب».
  - Aprende no sólo a hablar sino también a escribir el castellano. = «لا تتعلم التحدث باللغة الإسبانية فقط، ولكن أيضا تعلم كتابتها»، «لا تتعلم فقط التكلم، ولكن أيضا كتابة الاسبانية.»
- يقدم مفعولاً به مباشرًا يشير إما إلى شخص أو شيء مشخص (حيوان أليف، منظمة، مركبة): 
  - Veo a María. = «أرى ماريا».
  - Te quieren ver a ti . = «انهم يريدون رؤيتك.»
- حرف الجر a هو أيضًا أحد مكونات العديد من حروف الجر المركبة، سيتم التطرق إليه في القسم 2.

إختصار حروف الجر: al (بمعنى«إلى ال.»، «إلى») هو الاختصار المكون من a و el («ال» أداة التعريف للمذكر)، ومع ذلك يتم إلغاء الاختصار عندما تكون أداة التعريف جزءًا من الاسم الصحيح: 
- Voy al país de mis sueños = «أنا ذاهب إلى بلد أحلامي.»
- Lo voy a mandar a El País = «سأرسلها إلى [صحيفة] الباييس.»

### «كون»con
Con تترجم عادة في اللغة العربية ب:«مع»، سواء بمعنى المرافقة (con mi hermano «مع أخي») وبمعنى أداة (con un martillo، «بمطرقة»). على عكس حروف الجر الأخرى، يدمج con مع الضمائر mí و ti و sí, أمثلة: conmigo («معي»)، contigo («معك»)، و consigo («معها - بنفسه»). ويعود أصل هذه الأشكال تاريخيا إلى حرف الجر اللاتيني cum الذي يلي الضمير: mēcum, tēcum, الخ. في الأيبيرية الرومانسية أصل اللغة الإسبانية، وقبل وقت السجلات المكتوبة، وحسب الإتمولوجيا تم اشتقاق con لهذه النماذج. قارن بين مفهوم حرف الجر المحرف. 
- Ven conmigo y con él ahora = «تعال معي ومعه الآن».
- Iré a la fiesta contigo = «سأذهب معك إلى الحفلة.»
- Es raro llevar un billete de 200 € consigo = «من غير المعتاد أن يحمل ورقة بقيمة 200 يورو معه.»

### «دي»de
De هي أكثر حروف الجر شيوعًا في الإسبانية، وفي الواقع تتنافس مع que لتكون الكلمة الأكثر شيوعًا في اللغة. غالبًا ما تُترجم باللغة العربية ك «من»، ولكنها تشير أيضًا إلى العديد من العلاقات الأخرى. 
- Es la más famosa de todas = "إنها أشهر [واحدة] من بينهم. "
- Soy de Madrid = «أنا من مدريد».

إختصار حروف الجر: عندما يتبع de أداة تعريف المفردة المذكرة el («ال»)، فإنها تشكل معًا الاختصار del («من ال»). ومع ذلك، لا يرتبط de مع الضمير الشخصي المتجانس él («له»)، ولا بالعلم؛ وبالتالي: 
- Soy pariente del alcalde de El Escorial، «أنا من أقارب عمدة الإسكوريال.»
- Soy pariente de él، «أنا قريب له».

الكتابة: يتم كتابة حرف الجر بأحرف كبيرة DE بشكل siglum Đ - وهي وصلة مطبعية اعتمدت بوصفها الشكل الموجز المكتوب والمطبوع، الذي نشأ بوصفه اختصار طباعي جواهري. 
حرف الجر de هو جزء من العديد من حروف الجر المركبة، مثل dentro de («الداخل»، «داخل») وen contra de («ضد...»)؛ انظر القسم 2 أدناه للحصول على وصف أوفى. 

### «بور»porو«بارا»para
يشير por إلى السبب أو الحافز (مع التركيز بأثر رجعي)، بينما تشير para إلى الوجهة أو الغرض (مع التركيز في النتيجة المحتملة). فيما يلي الاستخدامات الشائعة لحروف الجر هذه: 
«بور»por
- «في مكان ما»، موقع منتشر في المكان أو الزمان: 
Lo perdí por ahí. = «لقد فقدتها في مكان ما، هناك.»
- «في مقابل» 
Cambié mis euros por dólares. = «لقد صرفت اليورو في مقابل الدولار».
- «لكل» (يوم، ساعة، ميل، إلخ.) 
Pagan un euro por hora. = «إنهم يدفعون يوروًا واحدًا لكل ساعة».
- "عن طريق"، عن طريق " 
Es más rápido por la autopista. = «إنه أسرع على الطريق السريع.»
- «بسبب» (مقارنة مع porque «لأن») 
Me multaron por exceso de velocidad. = «لقد غرّموني بسبب السرعة.»
Mi jefe está enfermo y por eso tengo que trabajar = «رئيسي مريض، وبالتالي يجب علي أن أعمل».
- «من أجل»، «لصالح» 
Todo lo que hago، lo hago por ti. = «كل ما أفعله، أفعله لك».
- «لصالح» 
Yo voto por el partido de derecha. = «سأصوت للحزب اليميني.»
- «بواسطة» 
La nueva ley fue mal redactada por el partido gobernante = «القانون الجديد كتب بشكل سيء بواسطة الحزب الحاكم.»
- «لـ» (فترة من الزمن؛ غالبًا ما يتم استبدالها بالديمومة) 
Vivieron en Nueva York por tres meses. = «عاشوا في نيويورك لمدة ثلاثة أشهر».

«بارا»para
- «معدة لـ» (غرض أو مستلم)؛ «بحيث» (داخل جملة الهدف) 
dinero para pagar el café = «المال لدفع ثمن القهوة»
Estas flores son para ti. = «هذه الزهور لك».
Lo lavé para que lo guardaras. = «غسلتها حتى يمكنك الاحتفاظ بها.»
- «نحو» (وجهة، رسمية، تحل محل a وhacia)
Voy para el sur. = «أنا ذاهب إلى الجنوب».
- «ب» (وقت معين) 
Para esta época del año siempre llueve. = «بحلول هذا الوقت من السنة، تمطر دائمًا.»
- «لكي» 
Fuimos a la tienda para includear tortillas. = «ذهبنا إلى المتجر لشراء التُّرتية».
- «مع الأخذ في الاعتبار أن...» (للتعبير عن مقارنة) 
Para una persona tan joven، se queja demasiado. = «بالنسبة لهكذا شاب، هو يشكو كثيرا.»
- «على وشك» (في التعبير estar para، «على وشك أن [تفعل شيئًا]») 
Yo estaba para salir، cuando sonó el teléfono = «كنت على وشك المغادرة، عندما رن الهاتف.»

في اللغة المنطوقة بسرعة، غالبًا ما يتم قص فقرة الجر لتصبح pa، كما هو الحال في العامية Amos pa'lante. («دعونا نمضي قدمًا») - قارن بالفصحى Vamos para adelante. («دعونا نمضي قدما».) 

### «سيغن»según
según يترجم ب«طبقاً ل». مع بعض استخدامات según، يتم حذف مجرور حرف الجر أو جزء منه ويتم تضمينه فقط. غالبًا ما يمكن اعتبار الكلمات المفقودة (المجرور) على أنها lo que («ماذا»): 
- Según dice، es un buen libro. «وفقا لما يقول، إنه كتاب جيد.»
- Según convenga. «حسب الاقتضاء.»

يستخدم في الكلام الشعبي بمفرده، كمعادل لـ «هذا يعتمد». 
- س: ¿Te gusta el cine francés؟ («هل تحب السينما الفرنسية؟»)

ج: Según. («هذا يعتمد.»)
الاستخدام العام للعامة لحرف الجر según، مع que، يعبر عن الحالة المزاجية، ويشير إلى الإشاعات أو عدم الالتزام («يُفترض»، «يقال»). 
- Según que tiene SIDA. «يقولون أنه مصاب بالإيدز».

### «سِن»sin
Sin تترجم «بدون»: 
- Un té sin leche، por favor = «شاي بدون حليب، من فضلك.»
- Se metió en la cama sin despertarla = «لقد نام في السرير بدون إيقاظها.»

حين يكون مجرور حرف الجر sin هو جملة يتقدمها que (يفسرعلى أنه حرف عطف، وsin que)، الفعل في الجملة يجب أن يكون في الصيغة الشرطية: 
- Se metió en la cama sin que se despertara = «لقد دخل في الفراش دون أن يستيقظ.»
- No se puede poner a esos niños en la misma habitación sin que se peleen. = «لا يمكنك وضع هؤلاء الأطفال في نفس الغرفة دون قتالهم.»
- Los ladrones entraron sin que los notase nadie = «دخل اللصوص دون أن يلاحظهم أحد.»

## حروف الجر المركبة
بعض حروف الجر المركبة تكرر معنى حرف الجر البسيط، ولكنها غالبًا ما تكون بنبرة أكثر رسمية أو بخصوصية أكبر. على سبيل المثال، de acuerdo con («وفقًا لـ») تعادل según («وفقًا لـ»). En dirección a («في اتجاه») أكثر تأملاً من hacia («نحو»). قد يكون النظير العربي للغة العربية ل en هو «في»، بينما تحدد dentro de ب«ضمن». عبارة «بسبب» ليست سوى واحدة من عدة معاني محتملة لـ por، لكن por pora تمثل ذلك المعنى حصريًا. في بعض الحالات، يشير حرف الجر المركب إلى علاقة مكانية حرفية، في حين أن حرف الجر البسيط المقابل يعبر عن نسخة رمزية من تلك العلاقة: وبالتالي، debajo de una mesa («تحت طاولة») مقابل bajo un régimen («في ظل نظام») أو delante de un edificio («أمام مبنى») مقابل ما قبل المحكمة («أمام محكمة قانونية»). 
قائمة حروف الجر المركبة أطول بكثير من قائمة حروف الجر البسيطة، ولن يتم إدراج سوى بعض الأمثلة التمثيلية هنا. 
يمكن أن تتكون حروف الجر المركبة الإسبانية من: 
- حرف الجر + الاسم + حرف الجر: 
  - por causa de / a causa de / en razón de= «بسبب»
  - sin perjuicio de = «بغض النظر»، «دون المساس»
  - con respecto a= «فيما يتعلق بـ»، «بخصوص»
  - a favor de = «لصالح»
  - en contra de = «ضد...» (مثل en mi contra و en tu contra و en su contra، إلخ.)
  - en lugar de / en vez de = "بدلاً من"، بدلاً من "
  - إلخ
- أو من ظرف + حرف جر: 
  - después de = «بعد»
  - debajo de = «تحت»، «تحت»
  - antes de = «قبل»
  - junto a = «بجانب»، «بجانب»
  - delante de = «أمام» و «[مع تحديد الموقع] قبل»
  - إلخ

تشمل حروف الجر المركبة الإسبانية الأخرى ما يلي: 
- tras de = «خلف»
- a fuerza de = «بواسطة»
- junto a = «بجانب»
- encima de = «فوق»
- detrás de = «خلف»
- en medio de = «في منتصف»
- en pos de = «السعي وراء»
- con rumbo a = «توجه إلى»
- con destino a = «في الطريق إلى»
- través de = «عبر»

## حروف الجر التسلسلية
في حالات معينة، يمكن استخدام حروف الجر الإسبانية بشكل تسلسلي ومتوالي، أي اثنين - أو أحيانًا حتى ثلاثة - على التوالي، كما هو الحال في الأمثلة التالية: 

### «أ بور»a por
في إسبانيا، يمكن استخدام تسلسل a por، الذي يستخدم بشكل رئيسي مع أفعال الحركة، مثل ir و salir، ويستخدم ليعني«في البحث عن»، أو «للذهاب لجلب [شيء]». يعتبر العديد من المتحدثين أنه غير صحيح ويفضلون استبداله بـ por وحده، ولكن وفقًا لـ للأكاديمية الإسبانية، لا يوجد سبب معياري لإدانة استخدام a por.  في بعض السياقات، يعبر a por عن معنى أوضح من por : 
- Subí por la escalera = «صعدت الدرج» أو «صعدت السلم»
- Subí a por la escalera = «صعدت إلى السلم»

### «بارا كون»para con
يعني هذا المركب «نحو» في سياق موقف أو سلوك تجاه شخص أو شيء ما: 
- Es muy generoso para con los necesitados، فهو كريم للغاية تجاه / مع المحتاجين ".
- لا tengo pruritos para con ellos، «ليس لدي شيء ضدهم».

تتضمن المجموعات التسلسلية المحتملة الأخرى لحروف الجر ما يلي: 
- por en medio de = «خلال وسط»
- por delante de = «مكان ما أمام»

## روابط خارجية
- بوت، جون، وكارمن بنيامين. قواعد مرجعية جديدة للإسبانية الحديثة، الفصل 34: «حروف الجر». الطبعة الرابعة، 2004 ؛ الطبعة الخامسة، 2011.
- رمزي، ماراثون مونتروز. كتاب مدرسي للإسبانية الحديثة (نيويورك: هنري هولت، 1894)، الفصل 29: «ملاحظات حول استخدام حروف جر معينة».
- حروف الجر الإسبانية مع أمثلة صوتية نسخة محفوظة 23 سبتمبر 2009 على موقع واي باك مشين.